# Les Ressuintes
 Les Ressuintes  es una población y comuna francesa, en la región de  Centro, departamento de Eure y Loir, en el distrito de Dreux y cantón de La Ferté-Vidame.

## Demografía
| 163 | 115 | 100 | 101 | 79 | 127 |
| Para los censos de 1962 a 1999 la población legal corresponde a la población sin duplicidades (Fuente: INSEE [Consultar]) |     |     |     |    |     |